# Marit van Bohemen
Marit van Bohemen (Wormerveer, 16 september 1971) is een Nederlandse presentatrice en actrice.

## Loopbaan
Na haar middelbareschooltijd volgde Van Bohemen een toneelopleiding aan de Hogeschool voor de Kunsten Utrecht, waar ze in 1994 eindexamen deed als actrice.
Ze presenteerde enkele jaren het kinderprogramma Boogie Woogie op de kinderzender Kindernet. Daarna speelde ze onder andere in tv-series als Costa! en Onderweg naar Morgen. Van Bohemen is ook bekend van haar rol als verpleegster van Gert-Jan Dröge (Gaat het alweer een beetje, meneer Dröge?). Haar deelname aan een reclame van een notenkaas is zeer bekend (Is het al zo laat? Ik moet mijn moeder nog uit bad halen).
Op de radio was Van Bohemen te horen als sidekick bij Radio Veronica en City FM. Van 2004 tot 2008 presenteerde ze het programma Campinglife, dat werd uitgezonden op RTL 4. Dit presenteerde ze samen met Sander Janson, die ook enige tijd haar vriend was. Naast haar presentatieklussen was ze in 2007 met Elvira Out ook te zien in reclame voor het wasmiddel Andy. Vanaf 2008 presenteerde zij samen met Dolores Leeuwin het Teleacprogramma Knoop in je Zakdoek.
Op 26 januari 2009 werd bekend dat Van Bohemen een hoofdrol ging spelen in het nieuwe seizoen van de dramaserie Voetbalvrouwen. Hierin vertolkte ze de rol van Solange. In het najaar van 2009 presenteert Van Bohemen een spelletjesprogramma bij Teleac, De Taalmeester.
In 2011 was Van Bohemen te zien in Het Huis Anubis en de Vijf van het Magische Zwaard als Tineke de adoptiemoeder van Thomas. Begin 2012 was ze te zien als kandidaat in Wie is de Mol?. Ze was de vierde afvaller.
Van Bohemen heeft samen met haar ex-partner een dochter.

## Televisie

### Presentatie
- Megafestatie - RTL 5 (1995)
- Boegie Woogie - Kindernet
- All in the Game - Kindernet
- Grote Kindernet Kerstshow - Kindernet (2000)
- Pokémonkwizz - Kindernet
- Klussen met Kijkers - SBS6 (1999-2000)
- Tuinieren met Kijkers - SBS6 (1999-2000)
- Eneco Stralend Nederland - SBS6
- GayTeam - Net5 (2002-2003)
- CampingLife - RTL 4 (2004-2008)
- De Taalmeester - Teleac (2009)
- Van Woonvilla naar Droomvilla - RTL 4 (2022-heden)

### Acteren
- Goudkust - Bianca Sterman (SBS6, 1997)
- Auberge de Vlaamsche Pot - Dirkje (Net5, 2000)
- Onderweg naar Morgen - Carlijn van Bussum (Yorin, 2001-2002)
- Voetbalvrouwen - Solange Ferrero (RTL 4, 2009-2010)
- Het Huis Anubis en de Vijf van het Magische Zwaard - Tineke (Nickelodeon, 2011)
- Koen Kampioen (Z@pp)
- Z@PPLIVE - zichzelf, maar dan dood in het Z@PPdelict (Z@PP, 2011)
- gastrollen in o.a. Costa!, Het zonnetje in huis, IC, SamSam, Spangen, Dokter Tinus, Bitterzoet
- Leve Boerenliefde - Aggie Helder (film, 2013)
- De Ludwigs - Tante Janine (Nickelodeon, 2017)
- Judas - Sonja Holleeder, zus van Willem Holleeder (RTL/Videoland, 2019)
- Het Sinterklaasjournaal - Annie Modaal (2019)
- De TV Kantine - Heidi Klum (2019)
- Flikken Maastricht - Mevrouw Zwartjes (2020)
- Onze Jongens in Miami - Bernadette (2020)

### Kandidaat
- Dancing with the Stars, 2005 (5e afvaller)
- Wie is de Mol?, 2012 (4e afvaller)
- De Slimste Mens, 2013 (2 afleveringen)
- Code van Coppens: De wraak van de Belgen, 2024 (deelnemers-duo met Tatum Dagelet